# Feldhockey-Europameisterschaft der Herren 2009
Die Feldhockey-Europameisterschaft der Herren 2009 wurde vom 22. bis 30. August in Amstelveen ausgetragen. Es war die zwölfte Auflage der Feldhockey-Europameisterschaft der Herren. Sieger wurde England, das im Finale die deutsche Nationalmannschaft mit 5:3 Toren besiegte. Die Engländer sicherten sich damit ihren ersten Europameistertitel. Die deutsche Mannschaft verpasste einen historischen dritten EM-Sieg in Folge sowie als erste Herrenmannschaft in der Hockeygeschichte gleichzeitig Olympiasieger, Welt- und Europameister zu werden.

## Teilnehmer
Neben den ersten sechs Mannschaften der Europameisterschaft 2007 nahmen die beiden Finalisten der EuroHockey Nations Trophy 2007 Österreich und Polen am Wettbewerb teil. Die beiden Neulinge konnten sich nicht durchsetzen und stiegen nach der EM wieder in die Nations Trophy ab.

## Spielplan

### Gruppenphase

#### Gruppe A
| Datum                 | Team 1      | Team 2      | Ergebnis    |
| --------------------- | ----------- | ----------- | ----------- |
| 23. August 2009 13:30 | England     | Österreich  | 5 : 0 (1:0) |
| 23. August 2009 17:30 | Deutschland | Belgien     | 3 : 2 (0:1) |
| 24. August 2009 15:30 | Österreich  | Belgien     | 0 : 3 (0:1) |
| 24. August 2009 17:30 | England     | Deutschland | 4 : 4 (1:1) |
| 26. August 2009 13:30 | England     | Belgien     | 8 : 2 (4:2) |
| 26. August 2009 15:30 | Österreich  | Deutschland | 1 : 3 (0:1) |

Tabelle
| Rang | Land        | Spiele | Tore | Differenz | Punkte |
| ---- | ----------- | ------ | ---- | --------- | ------ |
| 1    | England     | 3      | 17:6 | +11       | 7      |
| 2    | Deutschland | 3      | 10:7 | +3        | 7      |
| 3    | Belgien     | 3      | 7:11 | −4        | 3      |
| 4    | Österreich  | 3      | 1:11 | −10       | 0      |

#### Gruppe B
| Datum                 | Team 1      | Team 2      | Ergebnis    |
| --------------------- | ----------- | ----------- | ----------- |
| 22. August 2009 15:30 | Niederlande | Polen       | 9 : 0 (2:0) |
| 22. August 19:30      | Spanien     | Frankreich  | 3 : 0 (1:0) |
| 24. August 2009 13:30 | Polen       | Frankreich  | 2 : 3 (1:1) |
| 24. August 2009 19:30 | Niederlande | Spanien     | 0 : 3 (0:1) |
| 26. August 2009 17:30 | Spanien     | Polen       | 6 : 1 (2:0) |
| 26. August 2009 19:30 | Frankreich  | Niederlande | 0 : 6 (0:3) |

Tabelle
| Rang | Land        | Spiele | Tore | Differenz | Punkte |
| ---- | ----------- | ------ | ---- | --------- | ------ |
| 1    | Spanien     | 3      | 12:1 | +11       | 9      |
| 2    | Niederlande | 3      | 15:3 | +12       | 6      |
| 3    | Frankreich  | 3      | 3:11 | −8        | 3      |
| 4    | Polen       | 3      | 3:18 | −15       | 0      |

### Platzierungsspiele

#### Abstiegsspiele
Die Dritten und Vierten beider Gruppen bilden eine Abstiegsgruppe. Die beiden Letzten müssen in die Nations-Trophy absteigen, aus der für die EM 2011 Irland und Russland aufsteigen. Die Spiele des Dritten gegen den Vierten werden aus der Vorrundengruppe übernommen.
| Datum                 | Team 1     | Team 2     | Ergebnis |
| --------------------- | ---------- | ---------- | -------- |
| 28. August 2009 12:00 | Österreich | Frankreich | 2:3      |
| 28. August 2009 14:00 | Belgien    | Polen      | 5:0      |
| 30. August 2009 8:30  | Österreich | Polen      | 5:4      |
| 30. August 2009 10:30 | Belgien    | Frankreich | 7:0      |

Tabelle
| Rang | Land       | Spiele | Tore | Differenz | Punkte |
| ---- | ---------- | ------ | ---- | --------- | ------ |
| 5    | Belgien    | 3      | 15:0 | +15       | 9      |
| 6    | Frankreich | 3      | 6:11 | −5        | 6      |
| 7    | Österreich | 3      | 7:10 | −3        | 3      |
| 8    | Polen      | 3      | 6:13 | −7        | 0      |

### Finalspiele

#### Halbfinale
| Datum                 | Team 1      | Team 2      | Ergebnis                 |
| --------------------- | ----------- | ----------- | ------------------------ |
| 28. August 2009 16:00 | Deutschland | Spanien     | 2 : 1 n. V. G (1:1, -:-) |
| 28. August 2009 19:00 | England     | Niederlande | 2 : 1 n. V. G (1:1, -:-) |

#### Spiel um Platz 3
| Datum                 | Team 1      | Team 2  | Ergebnis    |
| --------------------- | ----------- | ------- | ----------- |
| 30. August 2007 13:00 | Niederlande | Spanien | 6 : 1 (2:1) |

#### Finale
| Datum                 | Team 1      | Team 2  | Ergebnis    |
| --------------------- | ----------- | ------- | ----------- |
| 30. August 2009 15:30 | Deutschland | England | 5 : 3 (2:2) |

|  | Halbfinale          | Halbfinale         |                    |   | Finale             | Finale             |
|  |                     |                    |                    |   |                    |                    |
|  | Deutschland         | 2                  |                    |   |                    |                    |
|  | Spanien             | 1                  |                    |   |                    |                    |
|  | 28. August – 19:00  |                    |                    |   |                    |                    |
|  |                     |                    | 30. August – 15:30 |   |                    |                    |
|  | Deutschland         | 3                  |                    |   |                    |                    |
|  |                     | England            | 5                  |   |                    |                    |
|  |                     |                    |                    |   |                    |                    |
|  | Spiel um Platz drei |                    |                    |   |                    |                    |
|  | 28. August – 16:00  | 28. August – 16:00 | Spanien            | 1 |                    |                    |
|  | England             | 2                  | Niederlande        | 6 |                    |                    |
|  | Niederlande         | 1 n. V.            |                    |   | 30. August – 13:00 | 30. August – 13:00 |

## Abschlussplatzierungen
| Pl. | Team        |
| --- | ----------- |
|     | England     |
|     | Deutschland |
|     | Niederlande |
| 4   | Spanien     |
| 5   | Belgien     |
| 6   | Frankreich  |
| 7   | Österreich  |
| 8   | Polen       |